# Loreglia
Loreglia – miejscowość i gmina we Włoszech, w regionie Piemont, w prowincji Cusio Ossola. Położona około 110 kilometrów na północny wschód od Turynu i około 9 kilometrów na południowy zachód od Verbanii.
Według danych na rok 2004 gminę zamieszkiwały 283 osoby, 31,4 os./km².